# スフィンゴシニセラ科
スフィンゴシニセラ科（ーか、Sphingosinicellaceae）は真正細菌プロテオバクテリア門アルファプロテオバクテリア綱スフィンゴモナス目の科の一つである。

## 概要
グラム陰性且つ好気性桿菌であり、ほとんどが運動性且つ従属栄養性である。主要なユビキノンはQ-10である。主要な極性脂質はホスファチジルエタノールアミン、ホスファチジルグリセロールであり、一部の種ではジホスファチジルグリセロールも含む。主要な脂肪酸は通常、C18:1ω7c、C16:0、及びC16:1ω7c である。